# Joyce Hyser
Joyce Hyser (New York, 20 december 1957) is een Amerikaanse voormalige actrice. Ze is het meest bekend van haar rol in de cultklassieker Just One of the Guys uit 1985 en van haar terugkerende rol in L.A. Law. In 2012 richtte Hyser zich op het schrijven en produceren van scenario's. Haar laatste rol was in de film The Wedding Pact uit 2014.

## Biografie
Hyser is van Joodse afkomst. Ze groeide op aan de oostkust en ging elk jaar naar een zomerkamp, gesponsord door de Jewish Federation of Greater Philadelphia. Ze zegt dat haar zomerkampervaringen haar hebben geholpen haar talenten te ontdekken en het zelfvertrouwen te vinden dat ze nodig had om haar dromen na te jagen. Hyser studeerde acteren in zowel New York als Los Angeles.
In de jaren 80 had ze vier jaar lang een relatie met rockmuzikant Bruce Springsteen. Later dat decennium had ze een relatie met acteur Warren Beatty en waarmee ze anderhalf jaar samenwoonde.
Ze trouwde met Jeff Robinson, eigenaar van Canyon Creek Properties. Beiden zitten in het bestuur van de Harold Robinson Foundation, die een gratis zomerkamp biedt voor stadskinderen en kansarme kinderen. Hyser is woordvoerster geweest voor de Harold Robinson Foundation.

## Carrière
Hyser speelde in het begin van de jaren 80 in verschillende films, waarvan de laatste de komedie Just One of the Guys uit 1985 was, waarin ze een meisje speelt dat zich voordoet als een jongen. Daarna had ze voornamelijk gastrollen in televisieseries, waaronder een terugkerende rol in L.A. Law als de vriendin van het personage van Jimmy Smits.
Ze was prominent te zien in de videoclip voor "I Can Dream About You" van Dan Hartman. Ze was ook te zien in de videoclip voor het nummer "Pincushion" uit 1994 van ZZ Top, een single van hun album Antenna uit 1994.
In 2011 speelde Hyser een kleine rol in CSI: Crime Scene Investigation als een vrouw die zich voordoet als een man.